# عقد جایز
عقد جایز عقدی است که مطابق قانون اصولاً قابل فسخ باشد.
ماده ۱۸۶ قانون مدنی عقد جایز را چنین تعریف میکند: «عقد جایز آن است که هریک از طرفین بتواند هر وقتی بخواهند، آن را فسخ کنند» 
عقود در حقوق ایران به عقد لازم و جایز  تقسیم میشود.عقد جایزعقدی است که مطابق قانون اصولاً قابل فسخ باشد در مقابل عقد لازم عقدی است که اصولاً قابل فسخ نیست و طرفین ملزم به اجرای مفاد عقد هستند. در یک تقسیم‌بندی مدرن تر عقود جایز خود به دو گروه دیگر تقسیم می‌شوند: عقود جایز اذنی و عقود جایز غیر اذنی. چون منبع عقود اذنی، اذن است مطابق ماده ۹۵۴ قانون مدنی، این عقود با فوت یا حجر هریک از طرفین عقد، منفسخ می‌شوند. عقد ودیعه، عقد عاریه، عقد وکالت، عقد شرکت، عقد مضاربه از جمله عقود جایز اذنی هستند.
فسخ عقد جایز نیازی به رضایت طرف مقابل ندارد 